# Ибиш ага болен лежи
„Ибиш ага болен лежи“ е родопска народна песен.
Песента дава възможност за постепенно наслагване на гласовете на изпълнителите, с което се подсилва драматизма на текста. Пластовете на архаичния ѝ аранжимент спомагат за съвременна музикална трактовка в изпълнението ѝ.
В Мелбърн, Австралия „Хор Петрунка“ – майсторски клас с диригент и водещ преподавател Мария Лешкова на фестивал на тема „Българско фолклорно хорово пеене“ изпълнява тази песен през 2001 г.